# Bernhoff Hansen
Bernhoff Otelius Hansen (* 17. August 1877 in Rognan, Norwegen; † 22. Dezember 1950 in New York City, New York, USA) war ein norwegischer Ringer, der beim Ringen der Olympischen Sommerspiele 1904 in St. Louis, Missouri die Vereinigten Staaten vertrat und in der Schwergewichtsklasse (über 158 lb / 71,67 kg) die Goldmedaille vor Frank Kugler (Silber) und Fred Warmbold (Bronze) gewann.
Erst im Jahre 2012 kamen norwegische Historiker darauf, dass Hansen bis ins Jahr 1925 als alien, also als dauerhaft in den USA niedergelassener Ausländer, gelistet wurde, was zu Diskussionen führte, ob er überhaupt jemals die US-Staatsbürgerschaft verliehen bekam. Deshalb plädierten ebendiese Historiker die Goldmedaille, die für die Vereinigten Staaten gewertet wurde, nachträglich für Norwegen zu werten.

## Leben und Karriere
Hansen wurde im Jahre 1877 im Dorf Rognan, dem Zentrum der Kommune Saltdal, in Nordland geboren. In Norwegen war er anfangs als Ringer sehr erfolgreich, fasste allerdings eineinhalb Jahre vor den Olympischen Sommerspielen 1904 den Entschluss sich in den Vereinigten Staaten niederzulassen. Gleich nach seiner Ankunft in New York City schloss er sich dem Norwegier Turnverein im damals noch zweitgrößten Stadtteil Brooklyn an, den er auch bei den Olympischen Spielen im Jahr 1904 repräsentierte. Bei den Olympischen Spielen in der damals gerade aufstrebenden Großstadt St. Louis konnte sich Hansen klar gegen die Konkurrenz durchsetzen. Im Schwergewichtsbewerb konnte sich der Norweger, der beschloss für die USA anzutreten, in der ersten Runde klar gegen Fred Warmbold durchsetzen und den Kampf nach nur 23 Sekunden gewinnen. Im Halbfinalkampf gegen William Hennessy, der bei diesen Olympischen Spielen gar in drei verschiedenen Gewichtsklassen antrat, ging Hansen nach 5:07 Minuten ebenfalls als Sieger hervor. Auch den Finalkampf gegen den aus dem Deutschen Reich stammenden Frank Kugler konnte er nach exakt 2:00 Minuten für sich entscheiden und so die Goldmedaille entgegennehmen.
Seine Meisterschaftstitel, den er im Jahre 1904 bei einem „AAU-Turnier“ errang, konnte er ein Jahr später ein weiteres Mal verteidigen. Während seiner aktiven Zeit kämpfte er unter anderem gegen andere internationale Größen wie Władysław „Władek“ Zbyszko, dem Bruder des Weltmeisters der Berufsringer im griechisch-römischen und im freien Stil, Stanislaus Zbyszko. Andere Gegner waren unter anderem Aleksander Aberg, Waldemar Kassfeldt, Cyclone Ress, Jack Gedrow, Mike Matalich oder Taro Miyake. In einem Bericht aus dem Jahre 1918 beschreibt die New York Times den 1,73 m großen Bernhoff Hansen als einen „light-heavyweight-wrestler“. Nachdem Hansen über mehrere Jahrzehnte als Ringer erfolgreich war, ließ er sich im fortgeschrittenen Alter in seiner neuen Heimat New York City nieder und verstarb dort am 22. Dezember 1950 eines natürlichen Todes. Die Kommune Saltdal ehrte Hansen im Jahre 2004, 100 Jahre nach dem Erfolg bei den Olympischen Spielen, mit einem Denkmal in seinem Heimatort Rognan.